# Parafia Przemienienia Pańskiego w Domacynach
Parafia Przemienienia Pańskiego w Domacynach – parafia rzymskokatolicka znajdująca się w diecezji sandomierskiej w dekanacie Baranów Sandomierski. Erygowana została 20 września 1972 przez biskupa Jerzego Ablewicza.
Do miejscowości należą: Domacyny, Dymitrów Duży, Przykop, Zaduszniki.

## Obiekty sakralne
- Kościół Przemienienia Pańskiego w Domacynach
- Kaplica Błogosławionej Karoliny Kózka w Przykopie
- Kaplica Matki Bożej Częstochowskiej w Zadusznikach
- Stary kościół w Domacynach - Obecnie praktycznie nie funkcjonuje.

## Poczet proboszczów
- Ks. Kazimierz Krawczyk (1972-2000)
- Ks. Krzysztof Maziarz (2000-2007)
- Ks. Władysław Jabłoński (od 2007)